# Cleome rutidosperma
Cleome rutidosperma är en paradisblomsterväxtart som beskrevs av Dc.. Cleome rutidosperma ingår i släktet paradisblomstersläktet, och familjen paradisblomsterväxter.

## Underarter
Arten delas in i följande underarter:
- C. r. burmannii
- C. r. hainanensis

## Bildgalleri

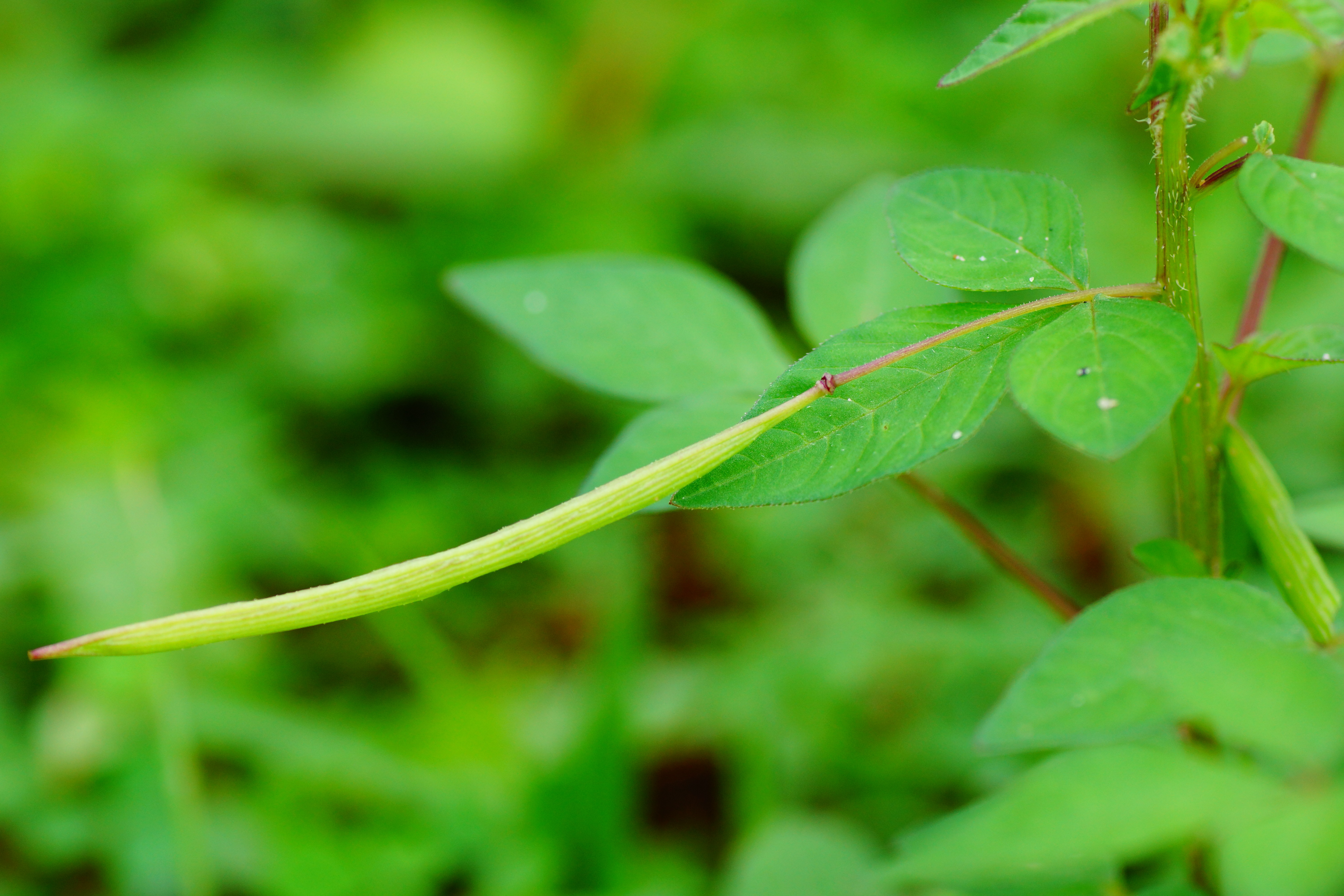
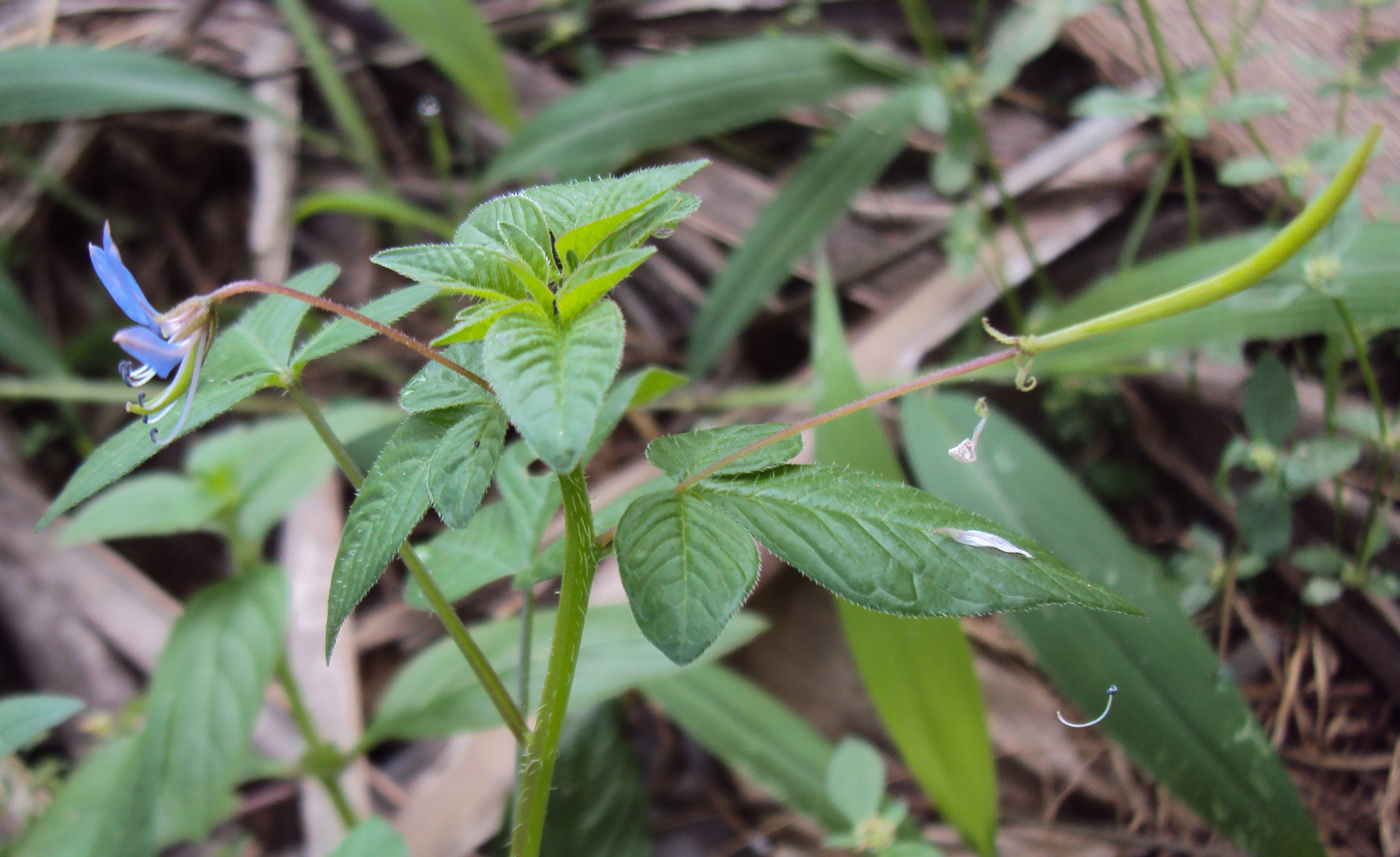